# Branching Out
Branching Out est un magazine canadien créé par Susan McMaster en 1972. Il s’inscrit dans le courant féministe de la seconde vague. 
Son mandat était d’offrir une tribune à la production intellectuelle et artistique féminine. Il fait partie du mouvement de presse Women in print ayant contribué à la libération féminine.  

## Contexte
Dans les années soixante, les mouvements féministes occidentaux commencent graduellement à s’intégrer à la culture populaire. La conscientisation des enjeux soulevés par le féministe de la seconde vague tels que l’égalité au travail, l’accès à l’avortement et l’égalité salariale se retrouve à l’intérieur des magazines féminins grand public. Les organisations féministes, conscientes du potentiel de la presse, l’utilisent pour véhiculer leurs idéaux et rejoindre un lectorat plus large et éloigné des centres urbains.
La plupart des périodiques sont rudimentaires et autopubliés. La rédaction de leur contenu repose majoritaire sur l’apport d’activistes qui travaillent bénévolement. À la fin des années 1960, un total de plus de trois-cents journaux est signalé en circulation ; un nombre qui ne cesse d’augmenter jusqu’au début des années quatre-vingt-dix. Les périodiques permettent aux féministes de réévaluer sans cesse leurs objectifs et de vérifier l’efficacité de leurs moyens de mobilisation. 
Cet élan éditorial, tout d’abord nord-américain, est aujourd’hui considéré comme le mouvement des femmes dans l’imprimerie ou Women in print, en anglais. Un mouvement dont la participation fut significative pour la visibilité et la démocratisation des enjeux féministes liés à la seconde vague, notamment au Canada avec la commission royale du statut de la femme.

## Histoire
En 1973, à Edmonton en Alberta, Susan McMaster lance le projet d’un magazine culturel exclusivement féminin avec la publication d’une annonce de recrutement dans le magazine The Gateway. Les répondantes forment rapidement le collectif qui fera naître le premier numéro de Branching Out. Les femmes s’impliquent dans le processus éditorial selon leur talent et leurs intérêts. C’est un total de trente et un numéros qui seront publiés entre 1973 à 1980. Le magazine survit grâce aux donations des lecteurs, l’apport monétaire du lectorat demeure toutefois insuffisant pour assurer un salaire aux membres du collectif.  À partir de 1975, Susan McMaster quitte la tête du périodique et c’est Sharon Batt qui reprend le flambeau. Le périodique devient en partie subventionné par L’Alberta Law Fondation en 1976 et use de ses colonnes pour éduquer juridiquement ses lectrices. Cette vocation éducative se retrouve aussi dans l’éditorial qui couvre régulièrement des sujets allant de la libération personnelle aux stéréotypes associés au féminisme.
En 1977, après un hiatus de quatre mois dû à des problèmes financiers, le magazine réorganise son contenu autour d’un thème mensuel. L’équipe éditoriale espère ainsi éviter la redondance. Le dernier numéro sort en 1980 après que les difficultés financières du magazine soient devenues trop contraignantes. Certains numéros comptent la participation de figures iconique du mouvement de libération des femmes canadiennes tels que Margaret Atwood, Margaret Laurence, Alice Munro et Dorothy Livesay.
Le tirage à quatre mille exemplaires et la qualité esthétique du périodique en font, pendant ses années de publication, le principal rival du magazine canadien féministe Chatelaine.

## Mandat et posture spécifique
La revue Branching Out, se différencie des autres périodiques du mouvement Women in print par sa qualité esthétique et l’orientation de son contenu. La revue s’intéresse notamment à la production culturelle et créative des femmes dans les arts et la politique. À ce titre, elle fait figure de médiation entre les manifestes féministes plus radicaux et les magazines aux contenus populaires.
La revue publie, entre autres, des entrevues avec des athlètes, des journalistes et des artistes ainsi que des critiques littéraires et cinématographiques. Le contenu est toujours écrit par et pour des femmes. À ce titre, Branching Out cherche à se distinguer de la presse habituelle où l’espace intellectuel et culturel est principalement réservé aux hommes.
Le magazine est aussi doté d’une politique d’inclusion; le choix des textes envoyés par le lectorat ne doit pas prendre en compte ni la race ni l’orientation sexuelle de leur autrice.

## Origine du nom
L’éditorial du premier numéro note que le nom Branching out cherche à rappeler symboliquement la tige d’une fleur qui s’arrache à la terre pour s’élever au-delà de ses premières racines. Par extension, le magazine souhaite lui aussi s’éloigner des premières assises du féminisme radical afin de créer une culture qui réinterprète la vie et les expériences humaines d’un point de vue féminin.

## Réactions antiféminismes dans les médias
Les réponses dans les médias concernant le mouvement Women in Print sont variées. Plusieurs quotidiens à grand tirage caricaturent les femmes et leurs préoccupations égalitaires afin de les discréditer. Il en va de même pour plusieurs journaux alternatifs dont le sexisme latent imprègne toujours le contenu éditorial. À cette réponse, plusieurs périodiques sont boycottés par les appels des différents organismes féministes. Les femmes sont souvent reléguées à des rôles subalternes au sein même des entreprises de presse.  En 1970, la création de l’association américaine Woman in Media Group rencontre beaucoup d’hostilité, sinon peu d’aide des différentes entreprises à majorité masculine. Les femmes œuvrant dans les presses alternatives mixtes utilisent cependant rapidement leur expertise acquise pour venir renforcer les rangs des nombreuses associations éditoriales formées durant le mouvement Women in Print.